# Provincie Pordenone
Pordenone (Provincia di Pordenone) je bývalá italská provincie v oblasti Furlansko-Julské Benátsko. Sousedila na severu a východě s provincií Udine, na západě s provinciemi Belluno a Treviso a na jihu s provinicií Venezia.
Byla vytvořena v roce 1968 odtržením od provincie Udine. K jejímu zrušení došlo v roce 2017 na základě reogranizace územně-správního členění celého regionu Furlanska-Julského Benátska. V červenci 2020 začal fungovat tzv. regionální decentralizovaný orgán Pordenone (italsky ente di decentramento regionale di Pordenone, zkratka EDR Pordenone), jehož působnost je územím totožná s provincií Pordenone před jejím zrušením.

## Okolní provincie
| Růžice kompasu | Belluno             |         | Udine | Růžice kompasu |
| Růžice kompasu | Sever               |         |       | Růžice kompasu |
| Růžice kompasu | Provincie Pordenone |         |       | Růžice kompasu |
| Růžice kompasu | Jih                 |         |       | Růžice kompasu |
| Růžice kompasu | Treviso             | Venezia |       | Růžice kompasu |